# Torixoréu
Torixoréu este un oraș în Mato Grosso (MT), Brazilia.